# 牛磺熊脫氧膽酸
牛磺熊脫氧膽酸（Tauro-Ursodesoxy Cholic Acid），市面上營養補充劑市場常使用縮寫，是熊膽的有效成份膽汁酸之主要成分。由於牛磺熊脫氧膽酸親水性，在水解後能生成牛磺酸（taurine）與熊脫氧膽酸（ursodesoxy cholic acid），所以可用於治療膽結石，溶化膽囊內的結石。